# مارتین کوکوچین
مارتین کوکوچین (انگلیسی: Martin Kukučín; ۱۷ مهٔ ۱۸۶۰ – ۲۵ مهٔ ۱۹۲۸) نثرنویس، نمایشنامه نویس، روزنامه‌نگار و پزشک اهل کشور اسلواکی بود. او برجسته‌ترین نماینده رئالیسم ادبی اسلواکی بود و یکی از بنیانگذاران نثر مدرن اسلواکی به‌شمار می‌رود.